# Le Voyage à Naucratis
Le Voyage à Naucratis est le premier roman de Jacques Almira publié le 23 janvier 1975 aux éditions Gallimard et ayant reçu la même année le prix Médicis.

## Résumé
Récit autobiographique, le double de l'auteur prenant le nom de Jil Tu, qui affronte le langage.

## Éditions
- Le Voyage à Naucratis, éditions Gallimard, 1975  (ISBN 2070290816).

## Réception
Le manuscrit avait été envoyé à Michel Foucault qui en fait l'éloge. Le roman est également salué par Bertrand Poirot-Delpech.